# ماساكازو يوشيأوكا
ماساكازو يوشيأوكا (باليابانية: 吉岡 雅和) (9 مارس 1995 في ناغاساكي في اليابان – )؛ هو لاعب كرة قدم كان يلعب كمهاجم.

## وصلات خارجية
- ماساكازو يوشيأوكا على موقع رابطة كرة القدم اليابانية للمحترفين (اليابانية)
- ماساكازو يوشيأوكا على موقع قاعدة بيانات كرة القدم.إي يو (الإنجليزية)
- ماساكازو يوشيأوكا على موقع Soccerway.com (الإنجليزية)
- ماساكازو يوشيأوكا على موقع عالم كرة القدم.نت (الإنجليزية)